# ロマンス諸語
ロマンス諸語（ロマンスしょご）は、インド・ヨーロッパ語族イタリック語派ラテン・ファリスク語群に属する言語のうち、ラテン語の口語である俗ラテン語に起源をもつ言語の総称である。ロマン諸語、ロマンス語、ロマン語とも言う。
また、ラテン・ファリスキ語群のことをロマンス語群、イタリック語派のことをロマンス語派と言うこともある。
方言連続体についての論議の際、しばしばロマンス系諸語の近似性について言及される。これは近代言語学の父、フェルディナン・ド・ソシュールが一般言語学講義の中でフランス語とイタリア語は一つの方言連続体であり「明確な境界線を引くことは難しい」と記している事からも窺える。ロマンス諸語は個々の言語である前にラテン語の方言であるとも言える。

## 分類について

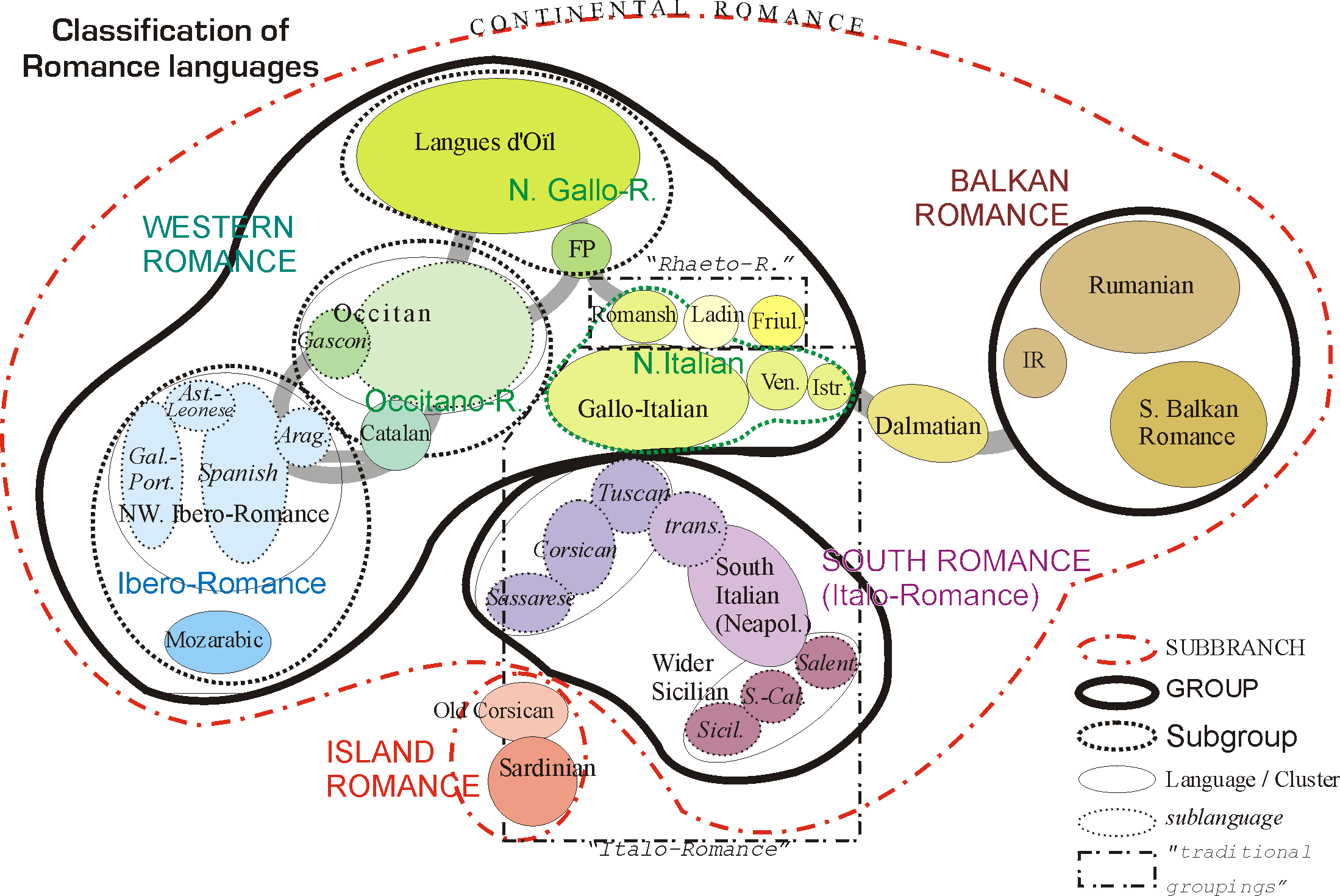
系統図（Atlas of Romance languages､2001）

言語学的にはロマンス語は、俗ラテン語を祖とする諸言語という以上の意味合いは持たず、その分類は政治的に行われてきた。分類法に関する学術的な検証は近年になって行われ始めたに過ぎず、言語系統についての議論は絶えない。イタロ・西ロマンス語やガロ・イベリア語などの細分化された分類についてはまだ確定されたものではない。

## 言語分類表

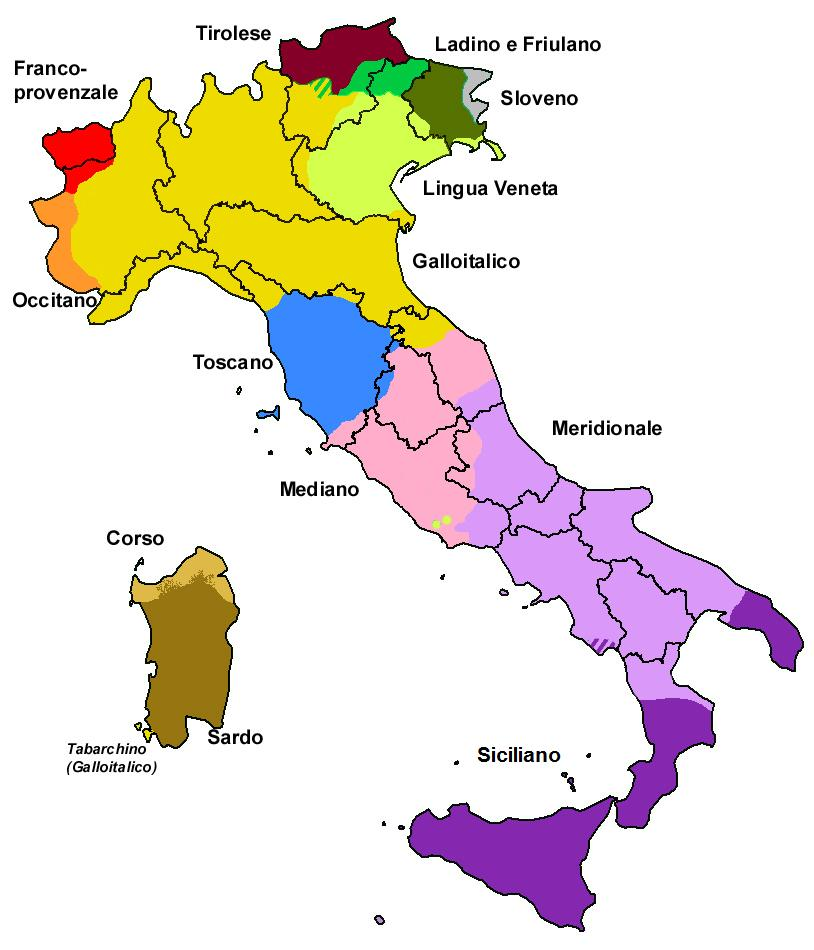
イタリアの方言。黄色～薄黄緑の部分がガロ・イタリア語圏。なお、tirolese （茶色、ドイツ語の一種）、sloveno （灰色、スロベニア語）だけはロマンス諸語に含まない。

フランスの方言。南仏一帯に広がる赤～桃色の部分がオック語圏。なお、紫色の各言語のうち、flamand, francique, alsacien, breton, basque は系統が異なり、ロマンス諸語に含まれない。

ベルギーのワロン地域における方言。赤系色の部分がワロン語圏。

スペインの言語。
スペイン語（カスティーリャ語）、スペイン全土で公用語
カタルーニャ語（バレンシア語を含む）、地方公用語
バスク語、地方公用語
ガリシア語、地方公用語
アラン語、地方公用語
アストゥリアス語、レオン語
アラゴン語

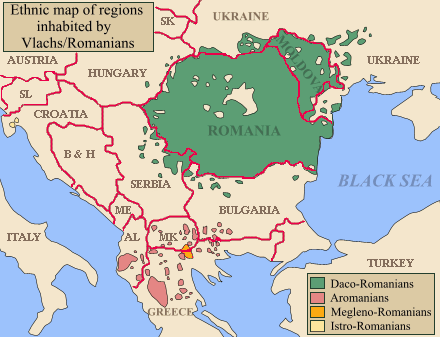
バルカン半島周辺の方言。ルーマニア語（緑）、アルマーニア語（桃）。

### 西ロマンス語
- 西ロマンス語
  - 北イタロ・ロマンス語（イタリア大陸部）
    - ガロ・イタリア語
      - ロンバルド語
        - 西ロンバルド語
        - 東ロンバルド語
        - ミラノ語（イタリア語版、英語版）

      - ティチーノ語
      - ピエモンテ語
      - リグリア語
        - モナコ語

      - エミリア・ロマーニャ語

    - ヴェネト語
    - イストリア語

  - レト・ロマンス語
    - ラディン語
    - フリウリ語
    - ロマンシュ語

  - オクシタニア・ロマンス語（フランス南部・イベリア東部）
    - オック語（フランス南部）
      - ラングドシャン語
      - プロヴァンス語
        - ニサール語

      - ビバロ・アルピーネ語
      - オーヴェルニュ語
      - リムーザン語

    - ガスコーニュ語
      - アラン語

    - カタルーニャ語（イベリア北東部）
      - バレンシア語
      - ユダヤ・カタルーニャ語

  - ガロ・ロマンス語（ガリア地方のロマンス語）
    - オイル語（フランス北部、ベルギー南部）
      - フランシアン語
        -  フランス語

      - ピカルディ語
      - ノルマン語
        - オルダニー語
        - ガーンジー語
        - ジャージー語
          - サーク語

      - ロレーヌ語
      - シャンパーニュ語
      - ポワトゥー語
      - ガロ語
      - ワロン語

    - フランコ・プロヴァンサル語（フランス中東部）

  - イベロ・ロマンス語（イベリア半島のロマンス語）
    -  スペイン語（カスティーリャ語、イベリア中央部）
      - アンダルシア語
      - ユダヤ・スペイン語
      - リオプラテンセ・スペイン語

    - アラゴン語（イベリア北東部）
    - アストゥリアス・レオン語（イベリア北西部）
      - アストゥリアス語
      - レオン語
      - エストレマドゥーラ語
      - ミランダ語

    - ガリシア・ポルトガル語（イベリア西部）
      - ガリシア語（北部）
      -  ポルトガル語（中央・南部）
        - イベリアポルトガル語
        - ブラジルポルトガル語
        - アフリカポルトガル語（英語版）
        - ポルトゥニョール・リヴェレンセ

    - モサラベ語

### 南ロマンス語
- 南ロマンス語（イタロ・ダルマチア語、イタロ・ロマンス語とも）
  - 南イタロ・ロマンス語
    -  標準イタリア語（トスカーナ語）
      - コルシカ語
        - サッサリ語
        - ガッルーラ語

    - ナポリ・カラブリア語

  - シチリア・ロマンス語（シチリア島）
    - シチリア語
    - サレント語
    - 南カラブリア語

  - ダルマチア語（死語、東ロマンス語に含む説もある）
- 島嶼ロマンス語（サルデーニャ島、コルシカ島）
  - サルデーニャ語
  - 古代コルシカ語
- アフリカロマンス語（英語版）

### 東ロマンス語
- 東ロマンス語（バルカン・ロマンス語とも）
  -  ルーマニア語（ダキア・ルーマニア語、ダコ＝ルーマニア語）
    - モルドバ語

  - アルーマニア語
  - イストロ＝ルーマニア語
  - メグレノ＝ルーマニア語